# Маноел де Агіар Фаргундес
Маноел де Агіар Фаргундес (порт. Manoel de Aguiar Fagundes), більше відомий як Маноелзінью (порт. Manoelzinho, 22 серпня 1907, Нітерой, Бразилія — 22 листопада 1953, там само) — бразильський футболіст, що грав на позиції нападника, зокрема, за «Іпіранга» (Нітерой), а також національну збірну Бразилії.

## Клубна кар'єра
У футболі дебютував 1926 року виступами за команду клубу «Іпіранга», в якій провів чотири сезони. 
Протягом 1930 року невеликий час захищав кольори «Гойтаказ».
Своєю грою за останню команду знову привернув увагу представників тренерського штабу клубу «Іпіранга», до складу якого повернувся 1930 року. Є єдиним гравцем цього клубу, який залучався в національну команду.
1932 року уклав контракт з клубом «Байрон» (Нітерой), у складі якого провів наступний рік своєї кар'єри гравця. 
З 1933 року знову, цього разу два сезони захищав кольори команди клубу «Іпіранга». 
1935 року перейшов до клубу «Канто до Ріо», за який відіграв 4 сезони. Завершив професійну кар'єру футболіста виступами за команду «Канто до Ріо» у 1939 році.
Помер 22 листопада 1953 року на 47-му році життя.

## Виступи за збірну
У складі збірної був присутній на чемпіонату світу 1930 року в Уругваї, але на поле не виходив. Більше до лав «Селесао» не залучався

## Титули і досягнення
- «Іпіранга»

Чемпіон Флуміненсе (3): 1928, 1929, 1930, 1931
Чемпіон Нітеройенсе (3): 1926, 1929, 1930, 1931, 1935
Володар Кубка Нітерой-Кампос (1): 1930
- «Канто до Ріо»

Чемпіон Флуміненсе (1): 1938
- «Байрон»

Чемпіон Нітеройенсе (1): 1928